# Пик Чапаева
Пик Чапаева — гора высотой 6371,0 м, находится на Тянь-Шане, хребет Тенгри-Таг (ранее хребет им. Сталина) рядом с вершиной Хан-Тенгри. Административно относится к Кыргызстану.
Первое восхождение совершенно 20 августа 1937 года группой из трёх альпинистов Алматинского клуба альпинистов под руководством Иван Сергеевича Тютюнникова (1916—1977). Ими же назван в честь Василия Ивановича Чапаева.